# M. Night Shyamalan
Manoj Nelliyattu Shyamalan (Mahé, Puducherry, India; 6 de agosto de 1970), más conocido como M. Night Shyamalan, es un director de cine, guionista y productor indio-estadounidense. Ha resaltado por sus películas The Sixth Sense—con la cual fue candidato a los Premios Óscar—, Unbreakable, Señales, The Village, Lady in the Water, Split y Glass, entre otras.
The Sixth Sense, tercera película de Shyamalan tras Praying with Anger (1992) y Wide Awake (1998), fue la segunda cinta más taquillera a nivel mundial en 1999, con US$673 millones de ingresos. El cineasta apuntaló su estilo de misterio con El protegido (2000), Señales (2002) y The Village (2004). No obstante, Lady in the Water (2006) fue su primer gran tropiezo, cuya consideración entre la prensa estaba cada vez más polarizada. La situación empeoró aún más con The Last Airbender (2010) y, sobre todo, Después de la Tierra (2013), ambas mal recibidas.
Entonces, Shyamalan apostó por rodajes de menor tamaño y un mayor control sobre sus películas. Así, The Visit (2015) funcionó en las salas y obtuvo US$98 millones de recaudación. La misma estrategia siguieron Split y Glass, que resultaron ser secuelas no anunciadas de El protegido y que reunieron entre ambas más de US$500 millones.

## Biografía
Creció en Penn Valley, Pensilvania, Estados Unidos. A los ocho años le regalaron una cámara Super-8, y a partir de entonces surgió su pasión por hacer cine imitando a su héroe de aquel entonces, Steven Spielberg. A los 17 años, había realizado ya 45 películas caseras. Estudió en la Escuela Tisch de las Artes (TSOA) de la Universidad de Nueva York.

## Trayectoria profesional
| Actores que colaboran habitualmente con Shyamalan | El sexto sentido | El protegido | Señales | El bosque | La joven del agua | El incidente | Múltiple |
| ------------------------------------------------- | ---------------- | ------------ | ------- | --------- | ----------------- | ------------ | -------- |
| Frank Collison                                    |                  |              |         | Sí        |                   | Sí           |          |
| Bryce Dallas Howard                               |                  |              |         | Sí        | Sí                |              |          |
| Cherry Jones                                      |                  |              | Sí      | Sí        |                   |              |          |
| Joaquin Phoenix                                   |                  |              | Sí      | Sí        |                   |              |          |
| Bruce Willis                                      | Sí               | Sí           |         |           |                   |              | Sí       |
| Samuel L. Jackson                                 |                  | Sí           |         |           |                   |              | Sí       |

### De 1992 a 2009

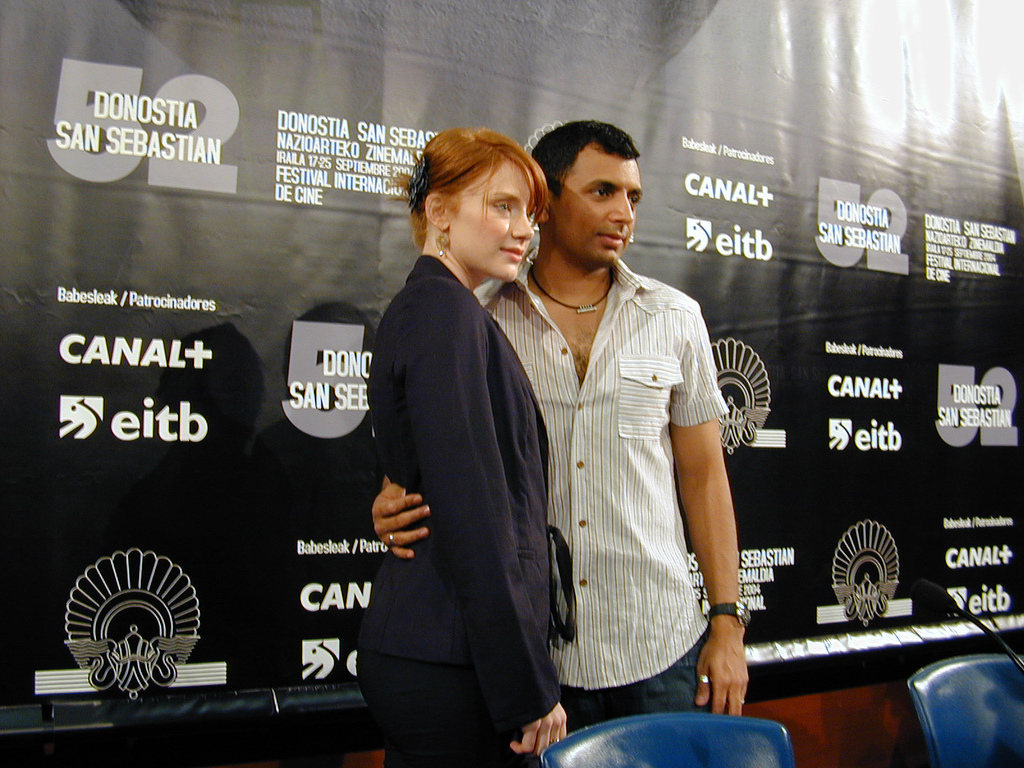
Night Shyamalan y Bryce Dallas Howard, en la promoción de The Village, en España (Festival de San Sebastián), en el 2006.

En 1992, Praying with Anger fue su primer largometraje. La producción está basada en parte en su primera visita a la India desde que su familia emigró a los Estados Unidos. Sin embargo, el despegue comercial y crítico de Shyamalan se debió a The Sixth Sense (con Bruce Willis), película que dirigió y produjo. Fue un éxito internacional y en los Estados Unidos, y fue la segunda película que más recaudación obtuvo en 1999. Consiguió seis nominaciones a los Óscar, entre ellas al mejor director y al mejor guion.
En el 2000 incursionó en el género de los superhumanos (superhéroes del cómic), basándose en la dualidad entre el bien y el mal (El protegido). Reflejando los distintos colores del aura de los seres y lo que son capaces de hacer una vez que su don es descubierto, en este caso Bruce Willis descubre su potencial como hombre indestructible.
Tras este éxito y el éxito económico de El protegido, le ofrecieron escribir la cuarta parte de la serie cinematográfica Indiana Jones y dirigir la tercera película de Harry Potter, y rechazó ambas ofertas. Más tarde, comenzó a producir la película que lo convirtió en el guionista mejor pagado de Hollywood cuando Walt Disney Pictures le dio cinco millones de dólares por Señales, en 2002.
En sus dos siguientes películas, The Village (2004) y Lady in the Water (2006), la crítica se ha dividido. En junio del 2008, se estrenó The Happening. Se concibió inicialmente como The Green Effect, pero fue rechazado por varios estudios, hasta que la Fox se hizo con los derechos para producirla. Fue la primera película del director que recibió la clasificación «No recomendada para menores de 18 años» en los Estados Unidos.

### Años 2010
En 2010, se estrenó The Last Airbender con un presupuesto desorbitado, basada en la serie animada Avatar: la leyenda de Aang. Se estrenó en España con el nombre Airbender, el último guerrero, y en Latinoamérica como El último maestro del aire, de Nickelodeon Movies. Fue uno de sus más notorios fracasos. El reparto de la película se fijó en el 2008 con actores amateurs: Nicola Peltz (Katara), Jackson Rathbone (Sokka) y Noah Ringer (Aang). En enero del 2009, se agregó al reparto Dev Patel, protagonista de la película multipremiada con los Óscar Slumdog Millionaire, quien reemplazó a Jesse McCartney para interpretar a Zuko.
En 2013, se estrenó After Earth. Fue la primera película donde Shyamalan coescribió el guion,y producida por Will Smith. Obtuvo generalmente críticas negativas, en las que se comentaba el rendimiento de los actores y la falta de originalidad. Es el tropiezo más grande en su carrera como director.
En el 2015, volvió con la cinta The Visit. Fue recibida por la crítica una vez más de manera dividida pero con más críticas positivas que negativas, y se llevó una puntuación de 6.9 por parte de la IMDb. Entre el reparto, se encontraban Olivia DeJonge, Ed Oxenbould, Deanna Dunagan.
Hizo su debut en la televisión en 2015, con la serie Wayward Pines, basada en la novela homónima de Blake Crouch, creada por M. Night Shyamalan y Chad Hodge.

### SagaUnbreakable
La trilogía de Unbreakable, también conocida como la Trilogía Eastrail 177 o también la Trilogía Glass, es una serie de 3 películas estadounidenses de suspenso y superhéroes, una película de género terror psicológico. Las películas fueron escritas, producidas y dirigidas por M. Night Shyamalan. La trilogía consiste en Unbreakable (2000), Split (2016) y Glass (2019). 
Todas las películas cuentan con el personaje de David Dunn. La serie ha sido destacada por sus diferencias con las películas de superhéroes más tradicionales, y el trabajo de Shyamalan se conoce como "el primer universo de superhéroes de autor compartido". Es la primera franquicia de superhéroes que está escrita y dirigida por una persona, en comparación con otras películas populares en el género. Shyamalan ha señalado que, si bien se basa en superhéroes de cómics y tiene referencias sacadas de cómics, en realidad la película no se deriva del propio material sacado de estos cómics. A diferencia de la mayoría de las películas de superhéroes, la serie también se basa generalmente en la realidad y se considera una deconstrucción del género de superhéroes. Por lo tanto, la serie se considera una versión única del género de superhéroes.

## Estilo
Las características principales del cine de Shyamalan son argumentos con giros inesperados, un tratamiento realista del terror y el suspense y la aparición breve de su persona (véase cameos, más abajo) en cada uno de sus filmes. Hasta ahora, incluyendo The Happening, todas sus películas —exceptuando Praying with anger (1992)—, se han rodado en Filadelfia o en algún lugar del estado de Pensilvania.[cita requerida]

### Cameos
Shyamalan ha tenido roles secundarios en distintas películas dirigidas por él:
- En El sexto sentido, él es el médico que atiende al niño, que sospecha de posible maltrato por parte de su madre.
- En El protegido aparece como un simple asistente en el estadio donde trabaja el personaje de Bruce Willis, quien lo ausculta creyendo que trafica con drogas.
- En Señales escoge un personaje más importante, al menos en el aspecto dramático, ya que es quien por accidente mata a la mujer del personaje de Mel Gibson.
- En El bosque, es el guardia del lugar donde están los medicamentos que necesita Ivy Walker.
- En La joven del agua sale caracterizado como un escritor novel que se encuentra escribiendo un libro que será muy influyente para el futuro; aquí, su personaje aparece varias veces.
- En El incidente es Joey, el compañero de trabajo que constantemente llama a Alma Moore. Solo se oye un «hola» de la voz de Joey. También puede vérselo sentado en uno de los asientos laterales del tren, y se asoma cuando el vehículo se detiene.
- En Split es el conserje del edificio donde vive la doctora Fletcher, y aparece ayudándola a ver la grabación en donde está el protagonista.
- En Glass aparece en la tienda de artículos para seguridad del hogar como un cliente, indicando que busca comprar cámaras ya que una inquilina fue asesinada en su edificio, aparentemente podría ser la doctora Fletcher de Split; luego, al ver al personaje de Bruce Willis (David Dunn), le pregunta si él era el guardia de seguridad del estadio de fútbol, haciendo referencia a su cameo en El protegido cuando David Dunn lo revisa para saber si estaba traficando con drogas.[18]
- En Old, aparece como uno de los científicos que experimentan con los protagonistas.

Este tipo de participaciones es común en la filmografía del maestro del suspense Alfred Hitchcock: durante las tres décadas en las que dirigió películas en Hollywood, a razón de una por año, se reservó en todas ellas una breve aparición (cameo), siempre sin diálogo.

## Filmografía

### Como director
- Praying with Anger (1992)
- Wide Awake (1998)
- The Sixth Sense (1999)
- El protegido (2000)
- Señales (2002)
- The Village (2004)
- Lady in the Water (2006)
- The Happening (2008)
- The Last Airbender (2010)
- After Earth (2013)
- The Visit (2015)
- Split (2016)
- Glass (2019)
- Old (2021)
- Llaman a la puerta (2023)
- Trap (2024)

### Televisión
| Año       | Programa      | Papel                                             | Notas |
| --------- | ------------- | ------------------------------------------------- | ----- |
| 2015-2016 | Wayward Pines | Creador, Director, Guionista, Productor ejecutivo |       |
| 2019-2021 | Servant       | Director, Productor ejecutivo                     |       |

## Análisis crítico
La crítica se ha mostrado ambivalente con la obra de Shyamalan. Algunas de sus películas han alcanzado aclamación universal como The Sixth Sense, mientras otras películas suyas como After Earth o The Last Airbender aparecen en listados de las peores de todos los tiempos. También Lady in the Water ha pasado de ser un fracaso en taquilla y crítica, a convertirse en una película de culto con su cierto nicho de fanáticos. Muestra de esta ambivalencia es que Shyamalan ha sido nominado a los Premios de la Academia como ha ganado el Premio Golden Raspberry.
Tras el lanzamiento de The Village, Michael Agger señaló que Shyamalan estaba siguiendo un patrón de hacer películas frágiles, ensimismadas, que se desmoronan al ser expuestas a la lógica del mundo real.

### Recepción crítica
| Año  | Película           | Rotten Tomatoes | Metacritic |
| ---- | ------------------ | --------------- | ---------- |
| 1992 | Praying with Anger | N/A             | N/A        |
| 1998 | Wide Awake         | 40%             | N/A        |
| 1999 | The Sixth Sense    | 86%             | 64/100     |
| 2000 | El protegido       | 70%             | 62/100     |
| 2002 | Señales            | 73%             | 59/100     |
| 2004 | El bosque          | 44%             | 44/100     |
| 2006 | La joven del agua  | 25%             | 36/100     |
| 2008 | El incidente       | 18%             | 34/100     |
| 2010 | The Last Airbender | 5%              | 20/100     |
| 2013 | After Earth        | 11%             | 33/100     |
| 2015 | The Visit          | 67%             | 55/100     |
| 2016 | Split              | 78%             | 62/100     |
| 2019 | Glass              | 37%             | 43/100     |
| 2021 | Old                | 50%             | 55/100     |
| 2023 | Knock at the cabin | 68%             | 62/100     |

## Premios y distinciones
Premios Óscar
| Año  | Categoría                     | Película        | Resultado |
| ---- | ----------------------------- | --------------- | --------- |
| 2000 | Óscar al mejor director       | The Sixth Sense | Nominado  |
| 2000 | Óscar al mejor guion original | The Sixth Sense | Nominado  |

Premios Golden Raspberry
| Año  | Categoría                 | Película           | Resultado |
| ---- | ------------------------- | ------------------ | --------- |
| 2006 | Peor director             | Lady in the Water  | Ganador   |
| 2006 | Peor guion                | Lady in the Water  | Nominado  |
| 2006 | Peor actor de reparto     | Lady in the Water  | Ganador   |
| 2008 | Peor director             | The Happening      | Nominado  |
| 2008 | Peor guion                | The Happening      | Nominado  |
| 2010 | Peor director             | The Last Airbender | Ganador   |
| 2010 | Peor guion                | The Last Airbender | Ganador   |
| 2013 | Peor director             | After Earth        | Nominado  |
| 2013 | Peor guion                | After Earth        | Nominado  |
| 2015 | Premio Razzie al redimido | The Visit          | Nominado  |